# Parco nazionale e riserva di Kluane
Il parco nazionale e riserva di Kluane (in inglese: Kluane National Park and Reserve) è un'area naturale protetta situata nell'estremo angolo sud-occidentale del territorio canadese dello Yukon. Venne istituito nel 1976 su un'area di oltre 22.000 chilometri quadrati.
All'interno dei confini del parco si trova la montagna più alta del Canada, il monte Logan (5.959 metri), che appartiene alla catena montuosa dei monti Sant'Elia. Il territorio montuoso e i ghiacciai dominano il paesaggio del parco, costituendone circa l'82% dell'area totale.

## Patrimonio dell'umanità
Il sistema di parchi transfrontalieri che comprende i parchi nazionali Kluane, Wrangell-St. Elias e Glacier Bay e il parco provinciale Tatshenshini-Alsek è stato dichiarato nel 1979 patrimonio dell'umanità dell'UNESCO, sia per i paesaggi altamente spettacolari che per preservare gli importantissimi habitat del grizzly, del caribou, del lupo dello Yukon e della pecora di Dall.